# Bombardier en piqué
Pour les articles homonymes, voir Bombardier, Piqué et Bombardiers en piqué (film).
 (septembre 2013).
Si vous disposez d'ouvrages ou d'articles de référence ou si vous connaissez des sites web de qualité traitant du thème abordé ici, merci de compléter l'article en donnant les références utiles à sa vérifiabilité et en les liant à la section « Notes et références ».

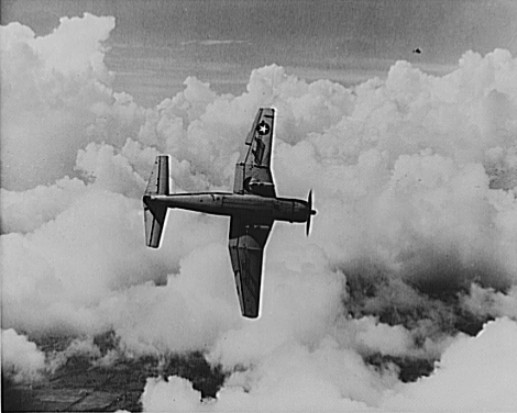
Vue de dessous d'un Vultee A-31 Vengeance, permettant d'observer la forme de sa voilure.

Un bombardier en piqué est un bombardier qui attaque en piqué, c'est-à-dire en plongeant directement sur ses cibles, de façon à agir avec une plus grande précision et à contrecarrer l'efficacité de l'armement antiaérien du camp adverse.

## Principe
Cette technique s'inspire probablement de la technique de chasse du faucon. En plongeant quasiment à la verticale sur sa cible, dans le même axe d'orientation que celui qui sera emprunté par les bombes, l'avion largue les bombes tout près de la cible, à grande vitesse. Les bombardiers en piqué peuvent ainsi effectuer avec une relative facilité des bombardements très précis de cibles mobiles ou de petite taille, sans avoir besoin d'un système de visée/bombardement sophistiqué.
Certains avions étaient équipés d'un système automatique qui larguait la bombe et redressait l'appareil au bon moment, permettant de pallier une éventuelle perte de connaissance du pilote.

## Historique

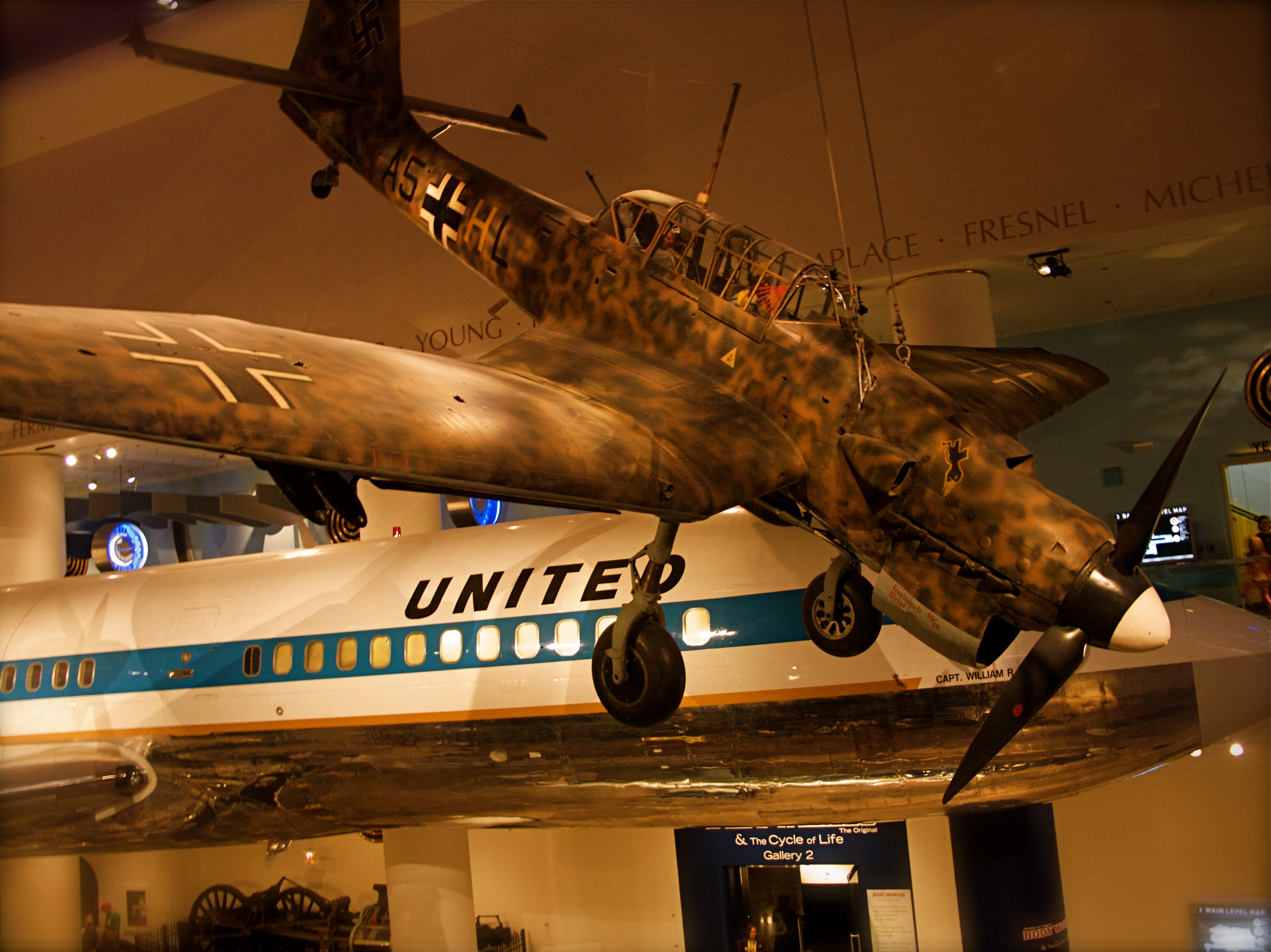
Stuka au musée de Chicago

Cette technique de bombardement a été testée à la fin de la Première Guerre mondiale — la première attaque répertoriée aurait été réalisée par un chasseur Royal Aircraft Factory S.E.5 britannique en mars 1918[réf. nécessaire] — mais les avions de l'époque étaient encore fragiles et supportaient mal les fortes contraintes structurelles provoquées lorsque l'avion redressait brusquement après avoir largué sa bombe. 
Le premier bombardement en piqué lors d'un appui aérien rapproché a lieu le 16 juillet 1927 lors de la bataille d'Ocotal (en). Cinq Airco DH.4 de l'United States Marine Corps Aviation attaquant les troupes d'Augusto Sandino d'environ 500 à 600 hommes assiégeant la garnison de 37 Marines et 47 gardes nationaux nicaraguayens de cette cité mirent les sandinistes en déroute,.
L'apparition des avions de construction métallique a permis de développer les premiers véritables bombardiers en piqué, durant les années 1930. 
Le bombardement en piqué est très utilisé pendant la Seconde Guerre mondiale, notamment par les Allemands et leur Junkers Ju 87 Stuka qui reste le plus connu des avions de ce type, mais aussi lors des campagnes du Pacifique tant par les Américains que par les Japonais. Cette technique a été rendue obsolète par les progrès techniques : systèmes numériques de visée, bombardement plus sophistiqués, missiles air-sol, mais aussi amélioration de l'armement antiaérien.

## Exemples de bombardiers en piqué
- Junkers Ju 87 Stuka
- Henkel 111
- Petliakov Pe-2
- Aichi D3A Val
- Yokosuka D4Y Judy
- Douglas SBD Dauntless
- Curtiss SB2C Helldiver
- Loire-Nieuport LN 401
- North American A-36 Apache